# Фантазії
«Фантазії» («Les Fantasmes») — французька кінокомедія 2021 року, знятий режисером Давідом Фоенкіносом і Стефаном Фоенкіносом.

## Сюжет
За зачиненими дверима спалень завжди знайдеться місце для смішних, незграбних, сміливих або просто кумедних ситуацій. Шість різних пар у гонитві за гострими відчуттями влаштують справжню буффонаду — кому вдасться зміцнити стосунки, а залишиться у френдзоні.

## У ролях
- Моніка Беллуччі — Сабріна
- Кароль Буке — Марі
- Ніколя Бедо — Роман
- Рамзі Бедіа — Жан
- Карін Віар — Лілі
- Жан-Поль Рув — Жеремі
- Вільям Лебгіль — Вілл
- Жозефіна Жапі — Клер
- Сюзанна Клеман — Луїза
- Дені Подалідес — Венсан
- Селіна Саллетт — Ліза
- Аліса Тальйоні — Софі
- Жозефіна де Мо — Мелані
- Алан Доті — роль другого плану
- Матіс Барбедет — Максім
- П'єр Ікс Гарньє — П'єр
- Анна Бенуа — роль другого плану
- Корентен Філа — роль другого плану
- Марі-Жюлі Боп — роль другого плану
- Ширін Бутейла — роль другого плану

## Знімальна група
- Режисери — Давід Фоенкінос, Стефан Фоенкінос
- Сценаристи — Давід Фоенкінос, Стефан Фоенкінос
- Оператор — Алексіс Кавирчін
- Композитори — Жюльєн Грюнберг, Поль-Марі Барбьє
- Художник — Станіслас Редейє
- Продюсер — Ерік Альтмайєр, Ніколя Альтмайєр
- Кастинг-директор — Давід Бертран